# Claudine André
Claudine André, née le 6 novembre 1946 à La Hestre (Wallonie), est une militante écologiste belge, engagée dans la protection des bonobos. Elle est la fondatrice de Lola ya bonobo, un sanctuaire recueillant des bonobos orphelins au sud de Kinshasa, en République démocratique du Congo.

## Parcours
Claudine André naît le 6 novembre 1946 à La Hestre en Belgique. Fille d'un vétérinaire, elle grandit au Congo belge, où elle vit depuis l'âge de 3 ans, excepté une période au moment de l'indépendance et des premières années après cette indépendance, de 1960 à 1966. De retour au Congo, elle s'intéresse d'abord à l'art africain et tient une boutique de luxe. En 1993, alors qu'elle est volontaire au zoo de Kinshasa, elle prend en charge un bébé bonobo orphelin et parvient à le sauver,. En 1994, elle crée un sanctuaire pour bonobos, sur le campus de l'école américaine de Kinshasa. Il y reste pendant la période où une guerre civile fait rage,. Puis, en 2002, ce sanctuaire déménage pour être installé sur la commune de Mont-Ngafula, dans la vallée de la Lukaya, au sud de Kinshasa en République démocratique du Congo et prend le nom de Lola ya bonobo. Ce sanctuaire a pour objectifs de recueillir de jeunes bonobos victimes du braconnage, de les réadapter socialement puis de les réintroduire dans leur milieu naturel. Chaque bébé bonobo rescapé est pris en charge par une soignante, désignée comme une « maman », chargée de son éducation jusqu'à l'âge de cinq ans avant d'être placé dans un groupe plus nombreux.
En 1994, Claudine André fonde également l'association Les Amis des Bonobos au Congo (ABC) dont elle reste ensuite présidente.

### Distinctions
En 2006, elle reçoit en Belgique le Prix Prince Laurent pour l'Environnement et en France l'Ordre national du Mérite. Le 27 février 2018, elle est reçue officiellement par le conseil communal de la ville de Thuin (Wallonie) dont elle devient citoyenne d'honneur.

## Publications
- Claudine André, Une tendresse sauvage, Calmann-Lévy, Paris, 2006.  (ISBN 2-7021-3594-3)
- Claudine André, Lola ya Bonobo : Le paradis des Bonobos - République Démocratique du Congo, Éditions Oka, Paris, 2010.  (ISBN 978-2-9537298-0-1)